# Girolamo Santacroce

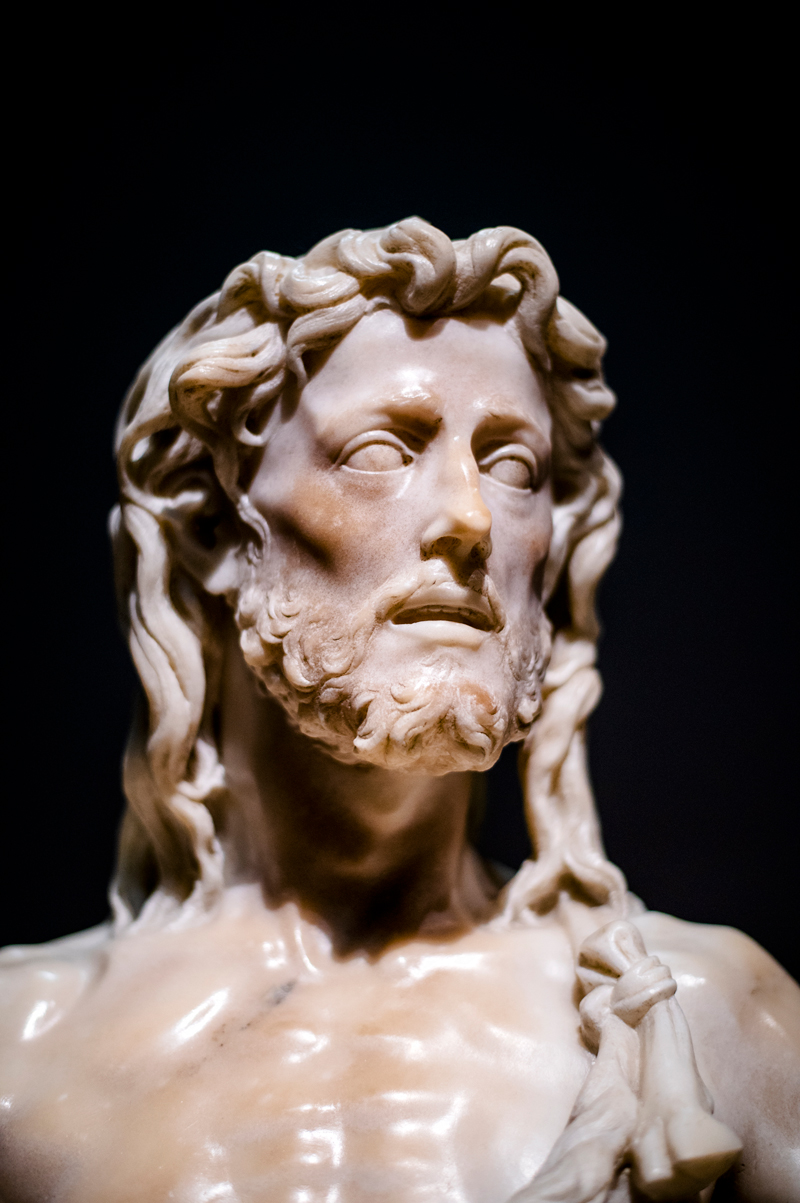
Estátua de Girolamo Santacroce

Girolamo Santacroce (Nápoles, c. 1502 - 1535) foi um escultor do Maneirismo italiano.
Ainda muito jovem, Girolamo inicia seu aprendizado sob a supervisão de dois escultores de Burgos formados em Roma, Bartolomé Ordóñez e Diego De Siloe. Os dois espanhóis introduziram em Nápoles o estilo moderno das obras romanas de Andrea Sansovino e Giuliano da Sangallo.
Em 1516, Girolamo colabora com Ordóñez e Siloe nas obras da capela Caracciolo di Vicco. A seguir, executou o altar de mármore da igreja de Sant´Aniello a Caponapoli. Entre 1521 e 1522, encontra-se em Carrara, junto ao colega de ateliê Giangiacomo da Brescia, para terminar o monumento ao Cardeal Cisneros, deixado inacabado por Ordóñez.
De volta a Nápoles em 1524, executa o altar Del Pezzo na igreja de Santa Maria de Monteoliveto, onda a influência da escultura florentina (particularmente a de Jacopo Sansovino) se sobrepõe à de seus mestres espanhóis. Em 1525, esculpe a decoração em mármore da capela Del Docce em San Domenico Maggiore e o monumento fúnebre a Antonio da Gennaro na igreja de San Pietro Martire.
Em 1527, o saque de Roma uma guinada de gosto numa direção expressiva e devota representada sobretudo pelo pintor Polidoro da Caravaggio. A influência deste último, do maneirismo exarcebado de Rosso Fiorentino e das obras genovesas de Silvio Cosini são visíveis no altar Giustiniani di Santa Maria delle Grazie em Caponapoli, realizado a partir de 1528.